# Llenos de gracia
Llenos de gracia es una película española de comedia del año 2022 dirigida por Lucía Barcia y con Carmen Machi como principal protagonista. La película está inspirada en hechos reales, narrados en el libro La revolución emocional (2019), de Inma Puig.

## Argumento
Marina (Carmen Machi), una monja muy atípica, llega en el verano de 1994 a El Parral, un colegio amenazado de cierre. A pesar de que los internos, chicos sin familia, la reciben con mil trastadas, Marina tiene una idea que cambiará todo: formar un equipo de fútbol. Con la ayuda de dos monjas: Angelines (Paula Usero), inocente y frágil, y Tatiana (Anis Doroftei), bruta y bondadosa, creará algo parecido a una familia de verdad. Años más tarde, Valdo (Dairon Tallon), uno de los chicos, debutará en el primer equipo del Real Madrid.

## Reparto
- Carmen Machi como Lucía Barcia
- Paula Usero como Hermana Angelines
- Pablo Chiapella como Rafa
- Manolo Solo como Padre Vicario
- Nuria González como Madre Superiora Julia
- Anis Doroftei como Hermana Tatiana
- Dairon Tallon como Valdo
- Adrián López como Sebas
- Pau Márquez como Bichi
- Adrián Marín como Rachid
- Diego Neira como Jasón
- Diego Muñoz como Tomás
- Divine Ogbebor como Ebaué
- Víctor Pons como Dimitri
- Álex Boquizo como Walter
- Rubén Pons como Iván
- Nacho Blat como Gambita
- Neus Agulló como Hermana Josefa
- Carme Capdet como Hermana Lourdes

## Lanzamiento
La película fue distribuida por Paramount Pictures y se preestrenó en el Festival de Cine de Málaga para luego tener su estreno oficial en cines el 24 de mayo de 2022.